# ولنتین استاکر
ولنتین استاکر (آلمانی: Valentin Stocker؛ زاده ۱۲ آوریل ۱۹۸۹) بازیکن فوتبال اهل سوئیس است.
وی همچنین در تیم ملی فوتبال سوئیس بازی کرده‌است.